# Marblegen
 (avril 2021).
La mise en forme du texte ne suit pas les recommandations de Wikipédia : il faut le « wikifier ».
Les points d'amélioration suivants sont les cas les plus fréquents. Le détail des points à revoir est peut-être précisé sur la page de discussion.
- Les titres sont pré-formatés par le logiciel. Ils ne sont ni en capitales, ni en gras.
- Le texte ne doit pas être écrit en capitales (les noms de famille non plus), ni en gras, ni en italique, ni en « petit »…
- Le gras n'est utilisé que pour surligner le titre de l'article dans l'introduction, une seule fois.
- L'italique est rarement utilisé : mots en langue étrangère, titres d'œuvres, noms de bateaux, etc.
- Les citations ne sont pas en italique mais en corps de texte normal. Elles sont entourées par des guillemets français : « et ».
- Les listes à puces sont à éviter, des paragraphes rédigés étant largement préférés. Les tableaux sont à réserver à la présentation de données structurées (résultats, etc.).
- Les appels de note de bas de page (petits chiffres en exposant, introduits par l'outil «  Source ») sont à placer entre la fin de phrase et le point final[comme ça].
- Les liens internes (vers d'autres articles de Wikipédia) sont à choisir avec parcimonie. Créez des liens vers des articles approfondissant le sujet. Les termes génériques sans rapport avec le sujet sont à éviter, ainsi que les répétitions de liens vers un même terme.
- Les liens externes sont à placer uniquement dans une section « Liens externes », à la fin de l'article. Ces liens sont à choisir avec parcimonie suivant les règles définies. Si un lien sert de source à l'article, son insertion dans le texte est à faire par les notes de bas de page.
- La présentation des références doit suivre les conventions bibliographiques. Il est recommandé d'utiliser les modèles {{Ouvrage}}, {{Chapitre}}, {{Article}}, {{Lien web}} et/ou {{Bibliographie}}. Le mode d'édition visuel peut mettre en forme automatiquement les références.
- Insérer une infobox (cadre d'informations à droite) n'est pas obligatoire pour parachever la mise en page.

Pour une aide détaillée, merci de consulter Aide:Wikification.
Si vous pensez que ces points ont été résolus, vous pouvez retirer ce bandeau et améliorer la mise en forme d'un autre article.
 (octobre 2019).
Marblegen est une série d'animation française de 26 épisodes de 22 minutes, coproduite en 2018 par Monello Productions et Studio Red Frog, avec la participation de Rai Ragazzi (it), TF1 et Canal J. En France, la série est diffusée sur TF1 depuis le 4 novembre 2018,.
En Italie, la série est diffusée sur Rai Gulp depuis le 19 avril 2019. 
Un manga intitulé Marblegen Origines, édité par Kana, raconte l’adolescence de Zuméo Costello et sa première participation à des Marblegames. Le scénario est de Sylvain Dos Santos et les dessins sont de Grelin.

## Synopsis
Les Marblegens sont des billes magiques utilisées dans le sport du même nom. Un groupe d'amis décide de participer aux Marblegames et s'inscrivent au tournoi d'Olympia, dont le prix est Mercure, l'une des cinq Marblegens Origines, disposant de pouvoirs illimités. Leur but : gagner le tournoi et ainsi empêcher le ténébreux Marcellus King de s'emparer de Mercure... 

## Fiche technique
- Créateur : Sylvain Dos Santos
- Producteurs : Giorgio Welter, Cécile Sady
- Réalisateurs : Daniel Dubuis, Olivier Jongerlynck
- Directeur d'écriture : Ghislaine Pujol
- Bible littéraire : Sylvain Dos Santos, Monica Rattazi, Jean-Yves Arnaud
- Création graphique : Bertrand Tedesco, Renaud Bouet, Charles Barrez
- Scénaristes : Sylvain Dos Santos, Anastasia Heinzl, Jean-Yves Arnaud, Sarah Malléon, Ghislaine Pujol, Valérie Chappellet, Philippe Clerc, Marie Manand, Francis Launay, Eric Verat, Nicolas Chrétien, Peter Berts, Sébastien Paris, Xavier Vairé, Pierre-Gilles Stehr
- Storyboardeurs : Fred Carvalho, Céline Forisceti
- Musique : Franck Hédin et Nathalie Loriot (groupes Black & Davis et Lafayette)
- Générique : interprété par Evan et Marco (paroles de Soprano, musique de Fred Savio)
- Casting doublage : Thomas Sagols, Kelly Marlot, Jessica Monceau, Benjamin Pascal, Fanny Bloc, Yoann Sover, Éric Missoffe

## Personnages
Cosmo
Doublé par Thomas Sagols
Sniper particulièrement doué, sa Marblegen fétiche est Remus, le loup noir.
Sam Islas
Doublé par : Fanny Bloc
Meilleur ami de Cosmo.
Luna Costello
Doublée par Jessica Monceau
L'alchimiste en titre des Météores, fille de Zumeo Costello.
Aissa Sissoko
Doublée par Kelly Marot
Snipeuse et tacticienne de l'équipe. Sa Marblegen fétiche est Romulus, le loup blanc. Elle prend également des cours de danse et de piano.
Harry Cup
Doublé par Benjamin Pascal
Commentateur des matchs du Tournoi
Zumeo Costello
Doublé par Éric Missoffe
C'est le père de Luna. C'est un ancien alchimiste.
Marcellus King
Propriétaire de l'équipe des Monarks et inventeur des Marbletechs.
Bishop
Doublé par Yoann Sover
Sniper de l'équipe des Monarks
Kali King
Doublée par Jessica Monceau
Snipeuse de l'équipe des Monarks, fille de Marcellus King.

## Liste des épisodes
| N° | Titre de l'épisode                   | Date de diffusion | Scénariste                                            |
| -- | ------------------------------------ | ----------------- | ----------------------------------------------------- |
| 1  | La naissance des Météores - partie 1 | 04/11/2018        | Sylvain Dos Santos                                    |
| 2  | La naissance des Météores - partie 2 | 04/11/2018        | Sylvain Dos Santos                                    |
| 3  | Dédale                               | 26/10/2018        | Valérie Chappellet                                    |
| 4  | Chevaliers d'un jour                 | 21/11/2018        | Anastasia Heinzl, Sylvain Dos Santos, Monica Rattazzi |
| 5  | La relève                            | 16/11/2018        | Marie Manand, Ghislaine Pujol                         |
| 6  | La part d'ombre de Luna              | 27/11/2018        | Jean-Yves Arnaud, Sarah Malléon                       |
| 7  | Danse avec la lune                   | 02/12/2018        | Peter Berts                                           |
| 8  | Le sponsor                           | 14/11/2018        | Nicolas Chrétien                                      |
| 9  | L'antre des Mirages                  | 09/12/2018        | Sébastien Paris                                       |
| 10 | L'Unique                             | 13/04/2019        | Francis Launay, Eric Verat                            |
| 11 | La journée marathon                  | 25/11/2018        | Ghislaine Pujol                                       |
| 12 | Califérax                            | 03/12/2019        | Sylvain Dos Santos                                    |
| 13 | Entre chien et loup                  | 20/04/2019        | Nicolas Chrétien                                      |
| 14 | Cosmo perd la boule                  | 02/11/2019        | Valérie Chappellet                                    |
| 15 | Le retour de Bombi                   | 11/05/2019        | Peter Berts                                           |
| 16 | Renaissance                          | 07/11/2018        | Valérie Chappellet                                    |
| 17 | En piste !                           | 14/09/2019        | Francis Launay, Eric Verat                            |
| 18 | Deux familles pour Bellatrix         | 18/05/2019        | Ghislaine Pujol, Marie Manand                         |
| 19 | Le réveil de Vulcain                 | 04/05/2019        | Philippe Clerc                                        |
| 20 | Sabotage                             | 01/09/2019        | Sarah Malléon, Nils Mathieu                           |
| 21 | A la recherche de l'Athanor          | 07/09/2019        | Xavier Vairé, Pierre-Gilles Stehr                     |
| 22 | Quetzalcóatl le Dévoreur             | 08/09/2019        | Sylvain Dos Santos, Antoine Maurel                    |
| 23 | La Poule aux yeux d'or               | 07/12/2019        | Marie Manand                                          |
| 24 | Possessions                          | 23/11/2019        | Peter Berts                                           |
| 25 | Le monde de Phobos                   | 09/11/2019        | Philippe Clerc                                        |
| 26 | La finale                            | 14/12/2019        | Sylvain Dos Santos, Ghislaine Pujol                   |